# البحرية 6: كلوز كورترز (فلم)
البحرية 6: كلوز كورترز (بالإنجليزية: The Marine 6: Close Quarters) هو فيلم حركة تم إنتاجه في الولايات المتحدة وصدر سنة 2018 بطولة ذا ميز وشون مايكلز وبيكي لينش وهو الجزء السادس من سلسلة أفلام «البحرية».

## القصة
تدور أحداث الفيلم حول إنقاذ فتاة من مجرميين دوليين.

## وصلات خارجية
البحرية 6: كلوز كورترز على موقع IMDb (الإنجليزية)
- البحرية 6: كلوز كورترز على موقع روتن توميتوز (الإنجليزية)
- البحرية 6: كلوز كورترز على موقع قاعدة بيانات الفيلم (الإنجليزية)
- البحرية 6: كلوز كورترز على موقع ليتربوكسد (الإنجليزية)
- البحرية 6: كلوز كورترز على موقع كينوبويسك (الروسية)